# طوم روبنز
طوم روبنز (بالإنجليزية: Tom Robbins)‏ (22 يوليو 1932 في الولايات المتحدة)؛ صحفي، كاتب وروائي أمريكي. درس في جامعة فرجينيا كومونولث.

## روابط خارجية
- طوم روبنز على موقع IMDb (الإنجليزية)
- طوم روبنز على موقع الموسوعة البريطانية (الإنجليزية)
- طوم روبنز على موقع ميوزك برينز (الإنجليزية)
- طوم روبنز على موقع إن إن دي بي (الإنجليزية)
- طوم روبنز على موقع قاعدة بيانات الفيلم (الإنجليزية)